# ويليام شتارك
ويليام شتارك (بالإنجليزية: William Stark)‏ (1741 – 1770 م) هو طبيب إنجليزي، توفي عن عمر يناهز 29 عاماً، بسبب عوز فيتامين سي.

## التعليم
تعلم في جامعة لايدن.